# Groves Island
Groves Island ist eine vereiste Insel vor der Ruppert-Küste des westantarktischen Marie-Byrd-Lands. Sie liegt am Nordende des Nickerson-Schelfeises zwischen den Einmündungen des Siemiatkowski-Gletschers und des Land-Gletschers in den Südlichen Ozeans.
Der United States Geological Survey kartierte sie anhand eigener Vermessungen und mithilfe von Luftaufnahmen der United States Navy zwischen 1959 und 1965. Das Advisory Committee on Antarctic Names benannte sie 1966 nach Benjamin F. Groves, Meteorologe auf der Byrd-Station im Jahr 1964.